# 聖保羅 (伊利諾伊州)
聖保羅（英語：Saint Paul）是位於美國伊利諾伊州費耶特縣的一個非建制地區。該地的面積和人口皆未知。

## 地理
聖保羅的座標為38°51′10″N 88°57′12″W / 38.85278°N 88.95333°W，而該地的平均海拔高度為174米（即571英尺）。